# Ana Vega Campos
Ana Vega Campos (Alacant, 1986) és una política valenciana, diputada a les Corts a les legislatures X i XI, i síndica-portaveu de Vox a les Corts Valencianes de 2019 a 2023.
Llicenciada en dret per la Universitat d'Alacant, especialitzada en dret laboral i contenciós administratiu. Fou triada diputada a les eleccions a les Corts Valencianes de 2019 per la circumscripció d'Alacant i síndica-portaveu del grup parlamentari del partit ultra-dretà Vox que va obtindre representació a la cambra valenciana per primera vegada.
El desembre de 2023 va ser destituïda per la direcció del partit a Madrid com a portaveu a les Corts i va ser substituïda per José Maria Llanos. Mesos després també va ser destituïda com a presidenta de l'executiva provincial del partit a Alacant.